# Maria Ficzay
Maria Ficzay est une joueuse de football roumaine née le 8 novembre 1991. Elle évolue au poste de défenseur au Medyk Konin ainsi qu'en équipe de Roumanie.

## Palmarès

### En club
Elle est championne de Roumanie féminine à cinq reprises en 2009, 2011, 2012, 2013 et 2014 avec l'Olimpia Cluj-Napoca, et remporte la Coupe de Roumanie féminine à cinq reprises également en 2011, 2012, 2013, 2014 et 2015.